# Mycosphaerella confusa
Mycosphaerella confusa är en svampart som beskrevs av F.A. Wolf 1936. Mycosphaerella confusa ingår i släktet Mycosphaerella och familjen Mycosphaerellaceae.   Inga underarter finns listade i Catalogue of Life.